# Sonnsteinhütte
Die Sonnsteinhütte ist ein Schutzhaus der Ortsstelle Traunkirchen des Österreichischen Bergrettungsdienstes (ÖBRD) im Salzkammergut in Oberösterreich. Die Hütte befindet sich auf 905 m ü. A. kurz unterhalb des Gipfels des Kleinen Sonnsteins. 

## Geschichtliches
Die Hütte wurde von 1966 bis 1968 erbaut. 1979 wurde die Materialseilbahn fertiggestellt.

## Aufstieg
Markierter Weg 1 vom Traunkirchner Ortsteil Siegesbach zum Kleinen Sonnstein